# Decimere
Decimering (Latin: decimatio; decem = "ti") var en form for militær afstraffelse, som blev anvendt af officerer i den romerske hær til at straffe oprørske eller feje soldater. Ordet decimering er afledt fra latin og betyder "udtage hver tiende."

## Metode
En militær enhed, som var idømt straf i form af decimering, blev opdelt i grupper på 10. I hver gruppe trak man lod, og den, som blev udvalgt, blev henrettet af sine 9 kammerater, ofte ved stening eller ved stokkeslag. De resterende soldater fik rationer af byg i stedet for hvede og blev tvunget til at sove udenfor den romerske lejr.
Fordi straffen blev tildelt ved lodtrækning, var alle soldater i den udvalgte enhed kandidater til straf, uanset rang eller udmærkelse.
Det blev antaget, at decimering indgød frygt og beslutsomhed i de resterende tropper. I praksis førte decimering imidlertid til en total ødelæggelse af korpsånden i enheden, når de så deres kammerater blive slagtet, ikke af fjenden, men af deres egne. De mistede fuldstændig deres beslutsomhed og deres tillid til deres kommandører. Den byzantinske kejser Maurikios (582-602) advarer kraftigt mod tilfældige afstraffelser i bogen Strategikon, og antyder at de gør mere skade end gavn for moralen.
Alligevel er der nogle historiske kilder, som tilskriver denne praksis en del af Crassus succes over Spartakus i Slaveopstanden.

## Moderne eksempler på decimering
I sin bog Stalingrad beskriver Antony Beevor, hvorledes en sovjetisk korpskommandør anvendte decimering på soldater, som havde trukket sig tilbage ved at gå ned langs et geled af retstående soldater og skød hver tiende i ansigtet med sin pistol, indtil der ikke var flere patroner.
Decimering kan også bruges til at straffe fjenden. I 1918 i den Finske borgerkrig beordrede de Hvide tropper efter slaget ved Varkaus alle de tilfangetagne Røde til at samles i en enkelt række på isen ved Huruslahti, udvalgte først alle ledere og derefter hver femte fange og henrettede dem på stedet. Denne hændelse er kendt som Huruslahden arpajaiset (Lotteriet ved Huruslahti). De Røde havde forsøgt en list ved at bruge et hvidt flag som en fælde. Det mislykkedes, og de Hvide straffede de Røde for at overtræde krigens regler.

## Aktuel brug af ordet
I vore dage bruges ordet decimering ofte om en voldsom reduktion i antallet af en befolkning eller styrke, som regel meget større end en ud af ti som i den romerske praksis.
Ydermere bruges decimering også i cykelsporten, når feltet reduceres fx på vej op ad et bjerg.

## Notes
1. ↑  "Salmonsen". Arkiveret fra originalen 14. marts 2012. Hentet 29. august 2008.
2. ↑  Ab urbe condita, ii.59
3. ↑  Goldsworthy, Caesar: Life of a Colossus, 407
4. ↑  Tacitus, Annals, 3
5. ↑  Antony Beevor, Stalingrad, p. 117.